# André Schwarz-Bart

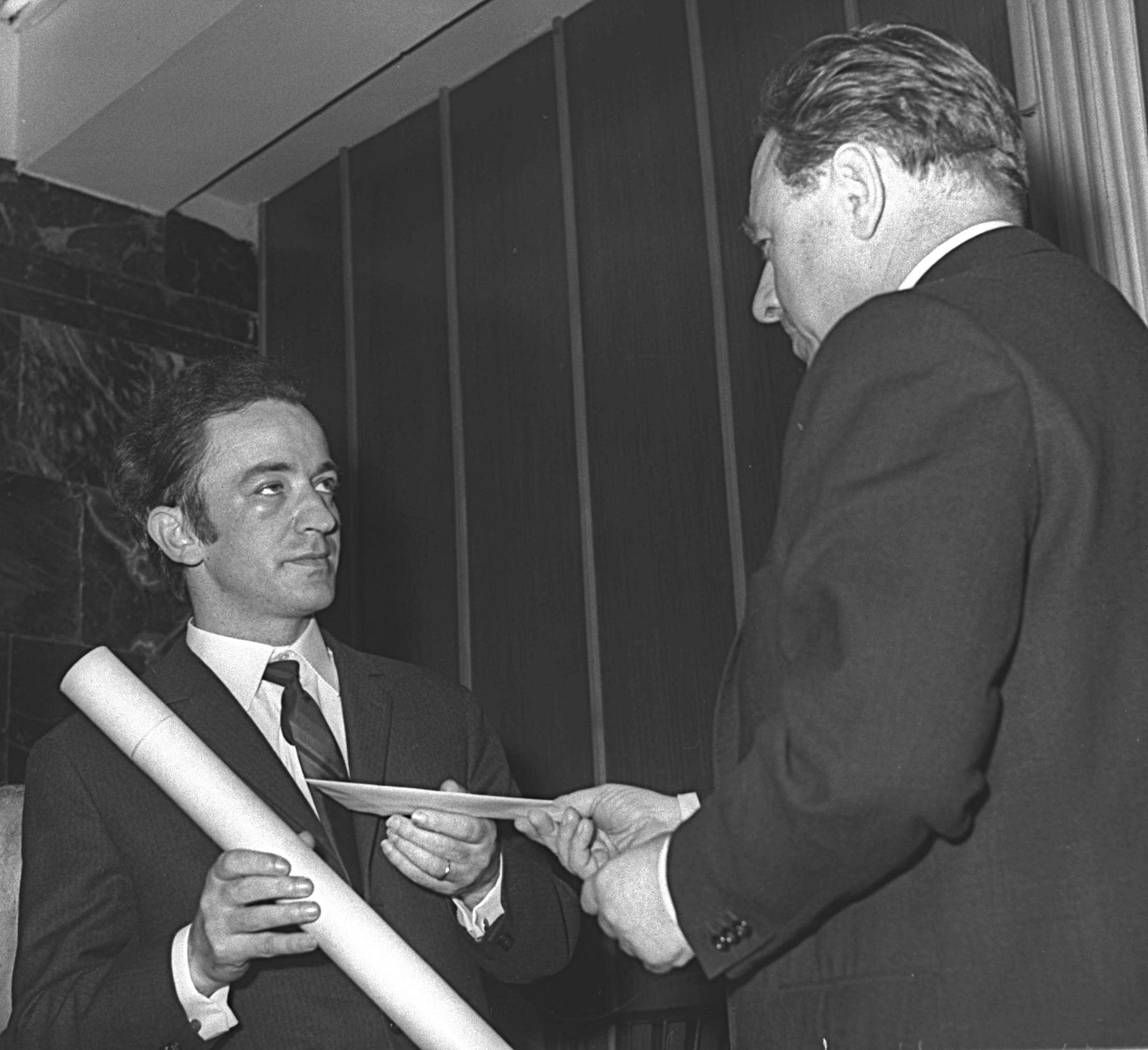
Der Bürgermeister von Jerusalem Teddy Kollek überreicht André Schwarz-Bart den Jerusalem-Preis.

André Schwarz-Bart (geboren als Abraham Szwarcbart am 23. Mai 1928 in Metz; gestorben am 30. September 2006 in Pointe-à-Pitre, Guadeloupe) war ein französischer Schriftsteller. 

## Leben
Abraham Szwarcbarts Eltern zogen 1924 aus Polen nach Frankreich, die Familiensprache war Jiddisch. Nach der deutschen Besetzung Frankreichs wurden die Eltern, zwei Brüder und eine Großtante verhaftet und in Vernichtungslager deportiert. Der damals 13-jährige Szwarcbart blieb mit seinen jüngeren Geschwistern verschont. 
Schwarz-Bart erhielt keine regelmäßige Schulbildung. 1943 schloss er sich der Résistance an und konnte nach einer Gefangennahme fliehen. Nach der Landung der Alliierten 1944 trat er in die französische Armee ein und wurde nach Kriegsende demobilisiert. Er schlug sich als Hilfsarbeiter mit Gelegenheitsarbeiten durch und widmete sich der Lektüre von Romanen; das Buch Schuld und Sühne beeindruckte ihn stark. Er holte das Abitur nach und erhielt ein Stipendium für das Studium an der Sorbonne. 1953 begann er Essays in einer Studentenzeitung zu publizieren. 1959 erschien sein Roman Le dernier des justes, der sofort den Prix Goncourt erhielt und eine Million Mal verkauft wurde. Der Roman wurde in siebzehn Sprachen übersetzt. Der Roman schildert die Leidensgeschichte der jüdischen Familie Lévy, in der in jeder Generation seit einem Blutbad in York im Jahr 1135 ein „Gerechter“ vorkommt, und nimmt dabei Bezug auf die Legende von den 36 Gerechten. Der letzte in dieser Reihe, Ernie Lévy, erleidet sein Martyrium angesichts des Holocaust. Für das Buch erhielt Schwarz-Bart 1967 auch den Jerusalem-Preis.
Trotz dieser öffentlichen Anerkennung blieb Schwarz-Bart ein Außenseiter des Literaturbetriebs und veröffentlichte nur sehr spärlich. Er heiratete 1959 die von der Antilleninsel Guadeloupe stammende Simone Brumant; sie bekamen zwei Söhne, von denen der 1962 geborene Jacques Schwarz-Bart sich als Jazzmusiker etablierte. Sie schrieben 1967 zusammen den Roman Un plat de porc aux bananes vertes und planten eine Reihe weiterer gemeinsamer Romane aus dem Lebenskreis der Kreolen. Simone Schwarz-Barts 1972 veröffentlichter Roman Pluie et vent sur Télumée Miracle erhielt den „Grand prix des lectrices de Elle“ und gilt mittlerweile als Schlüsselwerk der westindischen Literatur. Das Paar zog dann nach Guadeloupe. Ob Simone Schwarz-Bart an dem 1972 veröffentlichten Roman La Mulâtresse Solitude mitwirkte, ist nicht sicher. Das Buch wurde wegen seiner poetischen Sprache gut aufgenommen. 1988 veröffentlichte das Autorenpaar die sechsbändige Enzyklopädie Hommage à la femme noire.  
Schwarz-Bart wurde 2006 als Officier des Ordre des Arts et des Lettres ausgezeichnet, 2008 wurde, für ihn postum, das Autorenpaar mit dem Prix Carbet de la Caraïbe et du Tout-Monde für sein Lebenswerk ausgezeichnet.

## Werke
- Le dernier des justes. 1959 
  - Der Letzte der Gerechten. Übersetzung Mirjam Josephson. Frankfurt a. M. : S. Fischer, 1960 [Berlin : Verl. Volk u. Welt, 1961]
- mit Simone Schwarz-Bart: Un plat de porc aux bananes vertes. Paris : Éditions du Seuil, 1967
- La mulâtresse Solitude. Paris : Éditions du Seuil, 1972
  - Die Mulattin Solitude. Übersetzung  Eva Schewe, Gerhard Schewe. Berlin : Verlag Volk und Welt, 1975
- mit Simone Schwarz-Bart: Hommage à la femme noire. Enzyklopädie. Éditions Consulaires, 1989